# 五引理
在同調代數中，五引理是關於交換圖的一個重要引理。五引理可以被視為兩個相對偶的四引理之組合。此結果不只對阿貝爾範疇成立，也對群範疇成立。

## 陳述
在任一阿貝爾範疇（例如阿貝爾群或模的範疇）或群範疇中，考慮以下的交換圖：
五引理的敘述是：如果橫列正合，{\displaystyle m,p} 是同構，{\displaystyle l} 是滿射而 {\displaystyle q} 是單射，則 {\displaystyle n} 是同構。
兩個四引理的敘述是：
(1) 考慮交換圖

若其橫行正合，{\displaystyle m,p} 是滿射而 {\displaystyle q} 是單射，則 {\displaystyle n} 是滿射。
(2) 考慮交換圖

若其橫行正合，{\displaystyle m,p} 是單射而 {\displaystyle l} 是滿射，則 {\displaystyle n} 是單射。

## 證明
以下採用的證法俗稱「圖追蹤」，它看似繁複，其實習慣後只是例行程序罷了。
為進行圖追蹤，以下假設所論範疇為某個環上的模範疇，因此可以談論對象的元素，並將態射視為模的同態。此時單射、滿射等等性質相應於集合論意義上的性質。根據Mitchell嵌入定理，可導出一般範疇上的情形。
對於群範疇，僅須注意到證明內容未用到群的交換性。
1. 設 {\displaystyle c'\in C'}。
2. 由於 {\displaystyle p} 是滿射，存在 {\displaystyle d\in D} 使得 {\displaystyle p(d)=t(c')}。
3. 根據圖的交換性，{\displaystyle u(p(d))=q(j(d))}。
4. 根據正合性， {\displaystyle \mathrm {Im} (t)=\mathrm {Ker} (u)}，故 {\displaystyle 0=u(t(c'))=u(p(d))=q(j(d))}。
5. 因為 {\displaystyle q} 是單射，{\displaystyle j(d)=0}，故 {\displaystyle d\in \mathrm {Ker} (j)=\mathrm {Im} (h)}。
6. 於是存在 {\displaystyle c\in C} 使得 {\displaystyle h(c)=d}。
7. 遂有 {\displaystyle t(n(c))=p(h(c))=t(c')}。因為 {\displaystyle t} 是同態，有 {\displaystyle t(c'-n(c))=0}。
8. 根據正合性，{\displaystyle c'-n(c)\in \mathrm {Im} (s)}，故存在 {\displaystyle b'\in B'} 使得 {\displaystyle s(b')=c'-n(c)}。
9. 因為 {\displaystyle m} 是滿射，存在 {\displaystyle b\in B} 使得 {\displaystyle b'=m(b)}。
10. 根據圖的交換性 {\displaystyle n(g(b))=s(m(b))=c'-n(c)}。
11. 因為 {\displaystyle n} 是同態，{\displaystyle n(g(b)+c)=n(g(b))+n(c)=c'-n(c)+n(c)=c'}。
12. 由此可知 {\displaystyle n} 是滿射。證畢。

為證明 (2)，在下圖中假設 {\displaystyle m} 與 {\displaystyle p} 是單射，而 {\displaystyle l} 是滿射。
1. 設 {\displaystyle c\in C} 使得 {\displaystyle n(c)=0}。
2. 於是 {\displaystyle t(n(c))=0}。
3. 根據圖的交換性，{\displaystyle p(h(c))=0}
4. 因為 {\displaystyle p} 是單射，{\displaystyle h(c)=0}。
5. 根據正合性，存在 {\displaystyle b\in B} 使得 {\displaystyle g(b)=c}。
6. 根據圖的交換性，{\displaystyle s(m(b))=n(g(b))=n(c)=0}。
7. 根據正合性，存在 {\displaystyle a'\in A'} 使得 {\displaystyle r(a')=m(b)}。
8. 因為 {\displaystyle l} 是滿射，存在 {\displaystyle a\in A} 使得 {\displaystyle l(a)=a'}。
9. 根據圖的交換性，{\displaystyle m(f(a))=r(l(a))=m(b)}。
10. 因為 {\displaystyle m} 是單射，{\displaystyle f(a)=b}。
11. 故 {\displaystyle c=g(f(a))=0}。
12. 由此可知 {\displaystyle n} 是單射。證畢。

結合兩個四引理，便可證得五引理。

## 應用
五引理通常用於長正合序列：在計算一個對象的同調或上同調群時，我們通常利用一個較簡單的子對象，其同調或上同調已知，再配合長正合序列進行計算。長正合序列本身不一定能確定所求的同調或上同調，此時可以試著以態射比較原對象與一個已知的對象，此態射導出長正合序列的鏈映射，此時五引理有助於決定未知的同調或上同調群。

## 相關主題
- 短五引理：五引理對短正合序列的特例。
- 蛇引理
- 九引理